# Krvavo jezero
Krvavo jezero (romunsko Lacul Roșu; madžarsko Gyilkos-tó ali Gyilkostó) je udorno sladkovodno jezero na Sedmograškem (osrednja severo-vzhodna Romunija, vzhodni Karpati) .

## Opis
Slovensko ime “Krvavo jezero” izhaja iz ogrskega imena za jezero.  V stari madžarščini so jezero imenovali namreč “Veres-tó” (v sedanjem jeziku „Véres-tó”), kar bi pomenilo „Krvavo jezero«. V okolici živijo po večini Madžari, ki danes imenujejo jezero madžarsko Gyilkos-tó – kar pomeni “Jezero-Morilec” ali »Morilsko jezero«; Romuni pa romunsko Lacul Roșu pomeni “Rdeče jezero”. Jezero se nahaja v Vzhodnih Karpatih v okraju Harghita . Ime »Rdeče jezero« oziroma »Krvavo jezero« izhaja iz rdeče barve jezerskega dna, ki prihaja od železove rude. Spada v občino Gheorgheni (madžarsko Gyergyószentmiklós).

## Zgodovina
Jezero je nastalo 1837, ko je s sosednjega gorovja zgrmelo v dolino skalovje in zaprlo izhod potokom. Jezero se zmanjšuje in pušča za seboj manjša plitva jezerca ali bajerje. Nad Morilskim jezerom se dviga na severu 1344 m visoko skalovje Kis-Cohárda. Naselja okrog Morilskega jezera spadaja gospodarsko pod Harghito (beri: Hargita).

### Legende o nastanku jezera
Nekoč je živela v okolici Miklavževega trga čudovito lepa deklica - Lončarjeva Estera  Njeni lasje so bili trnuljasto-črni, oči sivozelene, postava kot v vetru nihajoči ponosni topol. Nekega sončnega julijskega dopoldneva se je Estera napotila na sejem v Miklavžev trg. Tam se je srečala s tako čednim fantom, ki je s stiskom svojih dlani iztisnil iz medveda dih, in ki je najbolj ganljivo piskal na piščalko v celi okolici, a bil je tudi mojster za vse: znal je izdelovati celo vozove. Kakor hitro sta se spogledala – ker ljubezen pride hitro in zajame srce kot blisk – sta se vzljubila. Fant je poleg svetle pogače kupil Esteri nebesno-modro svileno ruto in jo zaprosil, naj bo njegova izvoljenka. Nista se pa mogla poročiti, ker so mladeniča vpoklicali k vojakom. Dekle je zvesto čakala svojega ljubimca. 
Ob večerih, ko je sonce zašlo za gore, se je odpravila z glinenim vrčem pod bore k tolmunčku in tam vzdihovala ure in ure za izvoljencem svojega srca. Še bližnjim goram se je omehčalo srce od njenih vzdihujočih, prelepih žalostink. 

Zgodilo pa se je neke nedelje popoldne, da je opazil Estero na njeni poti razbojniški poglavar. Čudovito lepo dekle je zgrabil in potegnil k sebi v sedlo ter odpeketal z njo kot vihar pod Oltarno skalo, kjer je med skalami tisočerih oblik imel svoj brlog. Esteri je obljubljal zlato in srebro, hotel ji je zgraditi biserno palačo, samo da bi ga vzljubila. Toda mlado dekle ni vračalo razbojniku njegove ljubezni. Še vedno je čakalo na prejšnjega ljubega, kadar je vzhajalo sonce in kadar je svet zaprl svoje oči. 

Ko je ropar to opazil, se je razhudil in je hotel Estero prisiliti, da bi postala njegova žena. Estera je zakričala na pomoč k nemim pričam, visokim goram. Skale so razumele njen krik in so to julijsko noč odgovorile z nebo in zemljo pretresajočim potresom. Lil je dež, cikajoči bliski so razsvetljevali svinčeno-temno noč. Ob zori so s strašnim bobnenjem velikanske skale zdrvele v globino, in ogromen zemeljski plaz je pod seboj pokopal vse: dekle, razbojnika, pa tudi travo, grmovje in drevje. 

Ob zarji zadnje julijske nedelje so prvi žarki pozlatili s skalami pokrito dolino. Sotesko, kjer je včeraj še žuborel Krvavi potok s svojo kristalno-čisto vodo, je popolnoma zaprla podrta stran hriba. Ko so kalne vode naraslih potokov dosegle skalnati jez, so zadušile trave, grmovje in umorile drevesa. Na mestu tesne doline je nastalo jezero, in iz njegove vode vse do danes štrlijo ostanki smrekovega gozda. Okoliški pastirji so to jezero imenovali Morilsko jezero. Tako je nastala iz smrti gore voda življenja. 

Če ob sončnem sijaju pogledaš v jezersko vodo, te bodo pohlevno pogledale nazaj sivo-zelene Esterine oči.
Druga legenda pove o nastanku jezera tole:
Ta različica povezuje ime Morilsko jezero s tem, da so rušeče se skale pod seboj pokopale tam pasočega pastirja skupaj z njegovo čredo, psom in oslom. Skupaj tekoča voda je od krvi pordečela, zato so jezero v začetku imenovali »Krvavo jezero«, pozneje pa obenem tudi »Morilsko jezero«. 

Obstajajo pa še druge različice.
 Balázs Orbán, ki je prvi med svojimi popotovanji po Sedmograškem zapisoval tudi legende, sploh ne omenja kake legende v zvezi z nastankom Krvavega jezera. Najprej piše o legendi Nándor Urmánczy v enem od svojih potopisom, kjer je ovekovečil dogodivščino, ki mu jo je pripovedoval stari Sekej (Székely=Sedmograjčan, Transilvanec). Po legendi je v oltarnoskalski votlini  prebivajoči razbojnik iz ditrójskega sejma ugrabil prelepo Ferenčevo Aniko (Anikó Ferenc). Deklica je jokala in prosila za pomoč gorskega duha. Tedaj so se stene votline odprle in deklica je ušla. Razbojnik je začel tako udarjati z gorjačo po skali, da se je hrib sesul, zaprl dolino in pod seboj pokopal razbojnika.
 Ljudska vera je povezala rdeče madeže v jezeru z legendo, po kateri je podirajoči se hrib pod seboj pokopal v dolini pasočega pastirja s čredo vred ter je njihova kri rdeče pobarvala jezersko vodo.

## Galerija slik
- Pogled na Krvavo jezero
- Pogled v smeri Bicaške soteske
- Pogled na jezero - v ospredju jez, ki ga je napravilo kamenje
- Na jezeru si lahko sposodite čolne
- Jezerska slika
- Pogled na celo jezero
- Rdeče ali Krvavo jezero
- Skalovje "Piatra Altarului" [8]
- Rdeče, Krvavo ali Morilsko jezero
- Štori in čolni s turisti
- K znamenitostim spada krajevni motel